# Студзинський Іван Вікентійович

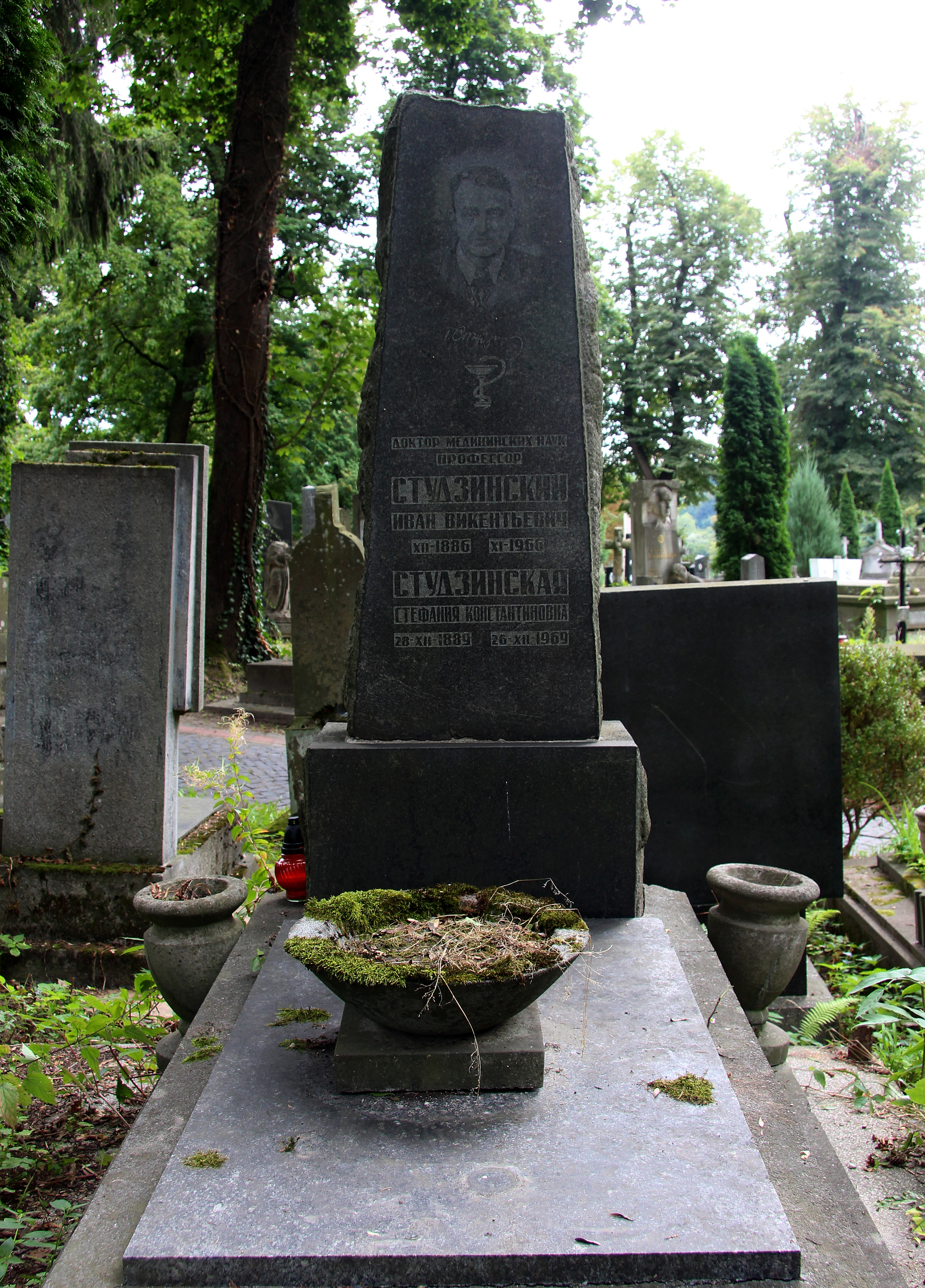

Іва́н Віке́нтійович Студзи́нський (27 грудня 1887, Свердликове, Торговицької волості, Уманського повіту, Київської губернії — 11 вересня 1966, Львів) — український радянський хірург і топографоанатом, доктор медицини (1928), професор, завідувач кафедри оперативної хірургії і топографічної анатомії Київського медичного інституту (1931—1943), а потім Львівського медичного інституту (1944—1966).

## Життєпис

### Родина
Народився 27 грудня 1887 року в селі Свердликове, Торговицької волості, Уманського повіту, Київської губернії (нині в Новоархангельському районі Кіровоградської області) у дворянській сім'ї.
Батько — Вікентій Семенович Студзинський, штабс-ротмістр, мав маєток у 179 десятин у селі Попова Слобода Путивльського повіту Курської губернії.
Мати — Варвара Миколаївна, була співвласницею із сином Олександром маєтку в 467,62 десятин у селі Попова Слобода Путивльського повіту Курської губернії.
Брат — Олександр, поручик, був співвласником із матір'ю маєтку в 467,62 десятин у селі Попова Слобода Путивльського повіту Курської губернії.
Брат — Леонтій, колезький асесор, власник маєтку понад 0,65 десятин на їдока у селі Попова Слобода Путивльського повіту Курської губернії.

### Освіта
Провчився 10 років у чоловічій гімназії міста Златополя та 1907 року склав іспити й отримав атестат зрілості за № 937.
У 1912 році закінчив медичний факультет Київського імператорського університету Святого Володимира.

### Трудова діяльність
1913 року обраний понадштатним ординатором госпітальної хірургічної клініки Київського імператорського університету Святого Володимира.
У 1915 році за пропозицією керівника Київського навчального округу, призначений на посаду ординатора клініки.
1916 року перейшов на посаду молодшого асистента кафедри оперативної хірургії.
У 1915—1922 роках прозектор.
З 1931 року керував курсом оперативної хірургії у Київському медичному інституті.
У 1931—1933 роках доцент кафедри оперативної хірургії й топографічної анатомії.
У 1933—1943 роках професор кафедри оперативної хірургії й топографічної анатомії.
У 1944—1965 роках завідувач кафедри оперативної хірургії й топографічної анатомії Львівського медичного інституту.

### Наукова діяльність
У 1928 році захистив дисертацію на здобуття наукового ступеня доктора медицини на тему: «Ампутаційна кукса та вказівки до реампутації: Власні спостереження».
Вивчав проблеми оперативної хірургії, зокрема: хірургічна анатомія судинної та периферійної нервової системи;ампутація, реампутація, вогнепальні остеомієліти різної локалізації, грижа та ін. Встановив, що обвиття пуповиною шиї є однією з причин утворення м'язової кривошиї. Під його керівництвом захищено 4 докторські і 22 кандидатські дисертації.
Помер та похований у Львові на 13 полі Личаківського цвинтаря.

### Друковані праці
Автор понад 150 наукових праць. Серед них:
- 2 случая незарощения баталова протока // Русский врач. — 1913. — № 38(рос. дореф.);
- К вопросу о влиянии тиреоидина на выдиление мочевой кислоты мочей // Русский врач. — 1915. — № 50(рос. дореф.);
- О спастической непроходимости кишечника // Вестн. хирургии и пограничных областей. — 1926. — Т. 8, кн. 22(рос.);
- К вопросу о забрюшинных абсцессах // Там же. — 1931. Т. 24, кн. 72(рос.);
- Один из симптомов поверхностной паховой грыжи // Вестн. хирургии им. И. И. Грекова. — 1935. — Т. 37, кн. 105—107(рос.).
- Обвитие пуповиной шеи как один из этиологических моментов в образовании врожденной мышечной кривошеи. //Сб Тр ЛГМИ. Львів, 1950, Вип. 1(рос.).

## Зазначення
1. 1 2 3 4  Капітоненко О. Список поміщиків.//Бібліотека Бурині. Архів оригіналу за 30 червня 2017. Процитовано 15 лютого 2017. [Архівовано 2017-06-30 у Wayback Machine.]
2. ↑  Державний архів Кіровоградської області. Протокол іспитів зрілості для учнів і сторонніх осіб в 1907 році. Ф. 499 опис 1 справа 582 С. 5 [Архівовано 30 листопада 2016 у Wayback Machine.](рос.)